# Urgleptes inops
Urgleptes inops là một loài bọ cánh cứng trong họ Cerambycidae.